# Anchon cornulatum
Anchon cornulatum är en insektsart som beskrevs av Capener 1972. Anchon cornulatum ingår i släktet Anchon och familjen hornstritar. Inga underarter finns listade i Catalogue of Life.